# 横浜市立下郷小学校
横浜市立下郷小学校（よこはましりつ しもごうしょうがっこう）は、神奈川県横浜市戸塚区戸塚町にある公立小学校。

## 概要
戸塚公園のそばにある小学校である。戸塚公園を隔てたところには分離元の南戸塚小学校があり、双方の距離は100メートルほどと非常に近接している。戸塚町の南部を学区とする。
校名に「下郷」を冠しているのは、この地が鎌倉時代より下郷と呼ばれていることに由来する。
2024年度の児童数は456人で、各学年は2ないし3クラス編制である。戸塚区内では平均的な規模である。児童数は2013年度から増加傾向にあったが、2022年度の490人を境に減少している。一方で特別支援児童は増加傾向にあり、2022年度からは30人台を推移している。

## 沿革
当校が開校するに至ったのは、南戸塚小学校の児童増加が関係する。南戸塚小学校は1971年に戸塚小学校から分離し、児童609人で開校をみた。戸塚小学校の児童増加を緩和するために新設されるも、わずか4年後には1,030人まで増加し、過大規模校（いわゆるマンモス校）となった。この状態は1980年代に入っても収まる気配はなかった。
南戸塚小学校からさらに分離させる動きがみられたのは1995年のこと。この年再び過大規模校（児童数1000人以上）となったのを機に、分離させる必要が生じた。公園として整備する予定だった区域を校地に定め、2001年、下郷小学校として分離開校した。
- 2001年（平成13年）
  - 4月1日 - 横浜市立南戸塚小学校から分離開校[7]。
  - 4月2日 - 開校式典および祝賀会を開催[8]。
  - 5月1日 - コミュニティハウスを開設[8]。
- 2002年（平成14年）2月26日 - 校歌を制定[8]。

## 学区
- 横浜市戸塚区
  - 戸塚町のうち、775番地、918番地、927番地、933番地、934番地、939番地 - 941番地、991番地 - 993番地、995番地、997番地 - 1099番地、1177番地、1182番地 - 1184番地、1186番地、1187番地、1189番地の1、1191番地 - 1399番地、1402番地、1403番地、1411番地 - 1416番地、1420番地、1423番地、1425番地 - 1427番地、1439番地 - 1444番地、1448番地 - 1450番地、1452番地 - 1458番地、1460番地 - 1483番地、1485番地 - 1490番地、1491番地のうち1 - 71、78 - 83、87 - 89、92 - 99、1492番地 - 1495番地、1497番地 - 1839番地、1841番地 - 2028番地、2030番地、2031番地、2032番地のうち、1、11 - 15、2033番地 - 2077番地、2078番地のうち、3 - 5、10 - 15、20 - 22、25 - 35、2079番地の4、2080番地 - 2378番地、2379番地のうち、6、10以外、2380番地 - 2385番地、2387番地 - 2389番地、2438番地のうち、1 - 8、17以降、2439番地 - 2441番地、2447番地の4、2465番地 - 2619番地、2621番地、2622番地、2623番地のうち、5 - 8、30、2624番地、2625番地のうち6、７、2728番地、2733番地 - 2747番地、2758番地、2760番地 - 2762番地、2765番地 - 2768番地、2770番地、2773番地 - 2779番地、2783番地 - 2789番地、2793番地 - 2797番地、2799番地、2801番地 - 2803番地、2804番地の2、2807番地、2810番地の1[9]

## 進学先の中学校
- 横浜市立南戸塚中学校[9]

## アクセス
- 東日本旅客鉄道（JR東日本）各線・横浜市営地下鉄ブルーライン - 戸塚駅から徒歩23分
- 戸塚駅西口バス乗り場より下郷停留所下車、徒歩3分。

## 周辺
- 戸塚公園
- 横浜市立南戸塚小学校
- 下郷熊野神社